# Siegfried Ramler
Siegfried Ramler (geboren 30. Oktober 1924 in Wien; gestorben 19. Januar 2020 in Maunawili (Honolulu)) war ein austroamerikanischer Dolmetscher, Lehrer und Bildungsmanager.

## Leben
Siegfried Ramler war ein Sohn des Lazar Ramler und der Eugenia Jägerndorf. Er wurde 1938 nach der Reichspogromnacht mit einem Kindertransport nach England in Sicherheit gebracht, seinen Eltern und seinen beiden Schwestern gelang die Flucht nach Haifa in Palästina, ein Großvater wurde im KZ Buchenwald ermordet. 
Kurz vor Kriegsende wurde Ramler Übersetzer bei der US Air Force und ging auf den Kontinent. Er wurde 1945 als Simultandolmetscher beim Nürnberger Prozess gegen die Hauptkriegsverbrecher eingesetzt. Von 1947 bis 1949 leitete er dann das zwölfköpfige Dolmetscherteam bei den  Nürnberger Nachfolgeprozessen. Er lernte dort die US-amerikanische Gerichtsstenografin Piilani Andrietta Ahuna (1923–2003) kennen und zog zu ihr nach Hawaii. Sie hatten vier Kinder. Ramler wurde 1951 in Honolulu Fremdsprachenlehrer an der Punahou School. Er erhielt 1958 in Frankreich einen Diplomabschluss an der Sorbonne und 1961 einen M.A. an der University of Hawaii. Ab 1971 arbeitete er an der Schule als Bildungsorganisator und engagierte sich für den internationalen Austausch mit Frankreich und Japan.  
Ramler wurde 1958 mit der Medal of Freedom Foundation ausgezeichnet, 1964 verlieh ihm die französische Regierung den Ordre des Palmes Académiques und 1993 den Ordre national du Mérite, die japanische Regierung ehrte ihn 1992 mit dem Orden des Heiligen Schatzes. Bei der Vorstellung seiner Autobiografie in seiner Geburtsstadt Wien wurde er 2010 mit dem Goldenen Rathausmann geehrt.

## Autobiografie
- Nuremberg and beyond from 20th Century Europe to Hawai'i: The Memoirs of Siegfried Ramler. Ahuna Press, 2009.
  - Die Nürnberger Prozesse : Erinnerungen des Simultandolmetschers Siegfried Ramler. Übersetzung aus dem Englischen Gerd Burger, Petra Huber. München: Meidenbauer, 2010 (Inhaltsverzeichnis, bei DNB).